# Manuel Jorge da Silva Cruz
Manuel Jorge da Silva Cruz, més conegut com a Tulipa (Vila Nova de Gaia, 6 d'octubre de 1972) és un exfutbolista i entrenador portuguès.
Tulipa va ser una ferma promesa del futbol portuguès de finals dels 80 i principis de la dècada dels 90. Aquest migcampista va ser Campió del Món sub-20 (1991) i campió portugués juvenil amb el FC Porto. També va estar present en el Mundial sub-17 de 1985. La seua carrera en clubs, però, s'ha centrat en equips modestos de la màxima categoria portuguesa, així com la UD Salamanca i el CD Badajoz a la lliga espanyola.

## Carrera com a jugador
- 1991-1992 Rio Ave FC
- 1992-1993 Paços de Ferreira
- 1993-1994 Salgueiros
- 1994 Os Belenenses
- 1994-1995 Salgueiros
- 1995-1996 Os Belenenses
- 1996-1997 Boavista
- 1997 UD Salamanca
- 1997-1998 Salgueiros
- 1998-1999 CS Marítimo
- 1999-2000 SC Farense
- 2000-2002 CD Badajoz
- 2002-2003 Felgueiras
- 2003-2005 Vilanovense

## Carrera com a entrenador
- 2005-2006 Ovarense
- 2006-2007 Ribeirão
- 2007-2008 Estoril
- 2008- ... CD Trofense